# El Salitrillo, Michoacán de Ocampo
El Salitrillo är en ort i Mexiko.   Den ligger i kommunen Senguio och delstaten Michoacán de Ocampo, i den södra delen av landet, 130 km väster om huvudstaden Mexico City. El Salitrillo ligger 2 444 meter över havet och antalet invånare är 283.
Terrängen runt El Salitrillo är lite bergig. Runt El Salitrillo är det ganska tätbefolkat, med 192 invånare per kvadratkilometer. Närmaste större samhälle är El Oro de Hidalgo, 18,9 km öster om El Salitrillo. I omgivningarna runt El Salitrillo växer huvudsakligen savannskog.